# Tempur
Tempur (auch TEMPUR) ist der als Warenzeichen eingetragene Name für ein Memory-Foam-Material. Der Inhaber des Warenzeichens ist Tempur-Pedic.
Das Material Memory foam (zu Deutsch etwa „Gedächtnisschaum“), ein Formgedächtnis-Polymer auf Polyurethane-Basis, wurde in den 1970er Jahren von der NASA in ihrem Forschungszentrum in Kalifornien entwickelt. Ziel der Entwicklung war es, den Sitzkomfort und den Schutz gegen den Andruck in Raumfahrzeugen zu verbessern. Eine Nutzung außerhalb der Raumfahrt war wegen der geringen Produktion nur in begrenztem Umfang möglich und beschränkte sich vor allem auf medizinische Kissen und Matratzen zur Dekubitus-Prophylaxe.
Die NASA hielt die genaue Zusammensetzung der Polymere geheim. Der dänischen Firma Tempur gelang es jedoch, einen „Weltraum-Schaum“ zu entwickeln, der 1991 in die Serienproduktion ging. Seither sind Tempur-Produkte sowohl für den privaten Gebrauch als auch im medizinischen Bereich (Krankenhäuser, Kliniken und Pflegeheime) verfügbar.
Im Jahr 1996 bekam die Firma die Lizenz der Space Foundation, mit dem offiziellen Siegel Certified Space Technology werben zu dürfen. Dieses Siegel wird für Produkte vergeben, die aus der amerikanischen Raumfahrtforschung stammen oder in der Raumfahrt genutzt werden.
Nachdem das Bundeskartellamt illegale vertikale Preisabsprachen in der Matratzenbranche festgestellt hatte, wurden mehrere Bußgelder verhängt. Das mit 15,5 Mio Euro höchste wurde im Oktober 2015 gegen Tempur verhängt. Die Firma Tempur hat demnach Mitbewerber zu überhöhten Mindestpreisen gedrängt.